# Линейни крайцери тип „Амаги“
Амаги (на японски: 天城型, Амаги-гата, „Небесна крепост“) са тип линейни крайцери на Императорските ВМС на Япония. Всичко от проекта са заложени 4 единици: „Амаги“, „Акаги“, „Атаго“ и „Такао“. Строителството им е прекратено съгласно решенията на Вашингтонската морска конференция. „Амаги“ и „Акаги“ е решено да се преустроят в самолетоносачи, но земетресението от 1923 г., разрушава корпуса на „Амаги“, което води до замяната в тази му роля с корпуса на линкора „Кага“. Останалите крайцери са разкомплектовани на стапела. „Акаги“ е достроен като самолетоносач и взема участие във Втората световна война.

## История на създаването
През 1916 г. Конгресът на САЩ одобрява програма за строителството за американския флот за десет линкора и шест линейни крайцера. В отговор, на 14 юни 1917 г., японският парламент утвърждава „Комплексна програма за флота 8 – 4“ („Хачи-Си Кантай Кансей Кейкаку“). Програмата предвижда строителството в течение на следващите седем години на три линкора (Mutsu и два от типа Tosa) и два линейни крайцера (Amagi и Akagi). Командването на флота настоява за увеличаване на строителството на флота, лансирайки програмата „8 – 8“, предвиждаща създаването на ударна сила за военния флот от 8 линкора и 8 линейни крайцера. Изпълняването на тази програма позволява на японския флот не само числено да се изравни с американския, но и да го надмине.
В края на 1917 г. на парламента е представена „Програма за строителство на флота 8 – 6“, но парламентът я утвърждава едва на 12 март 1918 г. Тогава е санкционирана постройката на еднотипните линейни крайцери Ashitaka и Atago. Според доклада на началника на Корабостроителния отдел (4-ти отдел) на Морския технически департамент залагането на Amagi и Akagi може да се очаква едва през 1920 г., а Ashitaka и Atago – през 1921 г. Решението за строежа на четирите линейни крайцера от типа Amagi превръща програмата „Флот 8 – 6“ в програмата „Флот 8 – 8“, но законодателно това е утвърдено по-късно – през 1920 г.

## Служба
„Амаги“(天城), „Небесна крепост“ е заложен на 16 декември 1920 г. в корабостроителницата на ВМФ в Йокосука, строителството е прекъснато на 5 февруари 1922 г. при готовност 40%, на 1 септември 1923 г. корпусът е разрушен от земетресение и предаден за скрап.
„Акаги“(赤城), „Червена крепост“ е заложен на 6 декември 1920 г. в корабостроителницата на ВМФ в Куре, строителството е прекъснато на 5 февруари 1922 г. при готовност 40%. Преправен на самолетоносач.
„Атаго“ (愛宕) е заложен на 22 ноември 1921 г. в корабостроителницата на „Кавасаки“ в Кобе, строителството е спряно на 5 февруари 1922 г., разкомплектован на стапела.
„Такао“ (高雄), „Велик герой“ е заложен на 19 декември 1921 г. в корабостроителницата на „Мицубиши“ в Нагасаки, строителството е спряно на 5 февруари 1922 г., разкомплектован на стапела.

## Коментари
1. ↑  Всички данни са проектни.